# Балоган, Фоларин
Фоларин Джерри Балоган (англ. Folarin Jerry Balogun; родился 3 июля 2001, Нью-Йорк) — американский и английский футболист, нападающий французского клуба «Монако» и сборной США.

## Клубная карьера
Фоларин родился в Нью-Йорке, но в возрасте двух лет переехал с семьёй в Лондон. Играл за молодёжную команду «Олдерсбрук», а в возрасте 10 лет поступил в футбольную академию «Арсенала». В сезоне 2019/20 забил 28 голов в 28 матчах за команду «Арсенала» до 18 лет. 29 октября 2020 года дебютировал в основном составе «Арсенала» в матче Лиги Европы УЕФА против ирландского клуба «Дандолк». 26 ноября 2020 года забил свой первый гол в профессиональной карьере в матче Лиги Европы УЕФА в ворота клуба «Молде».
12 января 2022 года на правах аренды до конца сезона перешёл в клуб Чемпионшипа «Мидлсбро». Дебютировал 15 января в домашней встрече против «Рединга», выйдя на замену на 67-й минуте вместо Аарона Коннолли.
3 августа 2022 года отправился в аренду во французский клуб «Реймс» до конца сезона 2022/23. 7 августа дебютировал за «Реймс», выйдя на замену Эль-Билалю Туре в матче Лиги 1 против клуба «Олимпик Марсель», отличившись первым забитым голом за новую команду.

## Карьера в сборной
Выступал за сборные Англии до 17, до 18, до 20 лет и до 21 года. В 2018 году провёл четыре матча за сборную США до 18 лет. Также мог выступать за сборные Нигерии.
16 мая 2023 года получил одобрение ФИФА на смену футбольного гражданства на американское. 1 июня был вызван в тренировочный лагерь сборной США перед финалом четырёх Лиги наций КОНКАКАФ 2022/23. 15 июня в полуфинале Лиги наций КОНКАКАФ против сборной Мексики дебютировал за сборную США. 18 июня в финале против сборной Канады забил свой первый гол за сборную США, матч завершился со счётом 2:0, и помог американцам выиграть Лигу наций КОНКАКАФ во второй раз подряд. Попал в символическую сборную турнира.

## Достижения
Сборная США
- Победитель Лиги наций КОНКАКАФ: 2022/23

Личные достижения
- Член символической сборной Лиги наций КОНКАКАФ: 2022/23